# Jean de Hautefeuille
Pour les articles homonymes, voir Jean de Hautefeuille.
Jean de Hautefeuille, né le 20 mars 1647 à Orléans et mort le 18 octobre 1724  à Orléans, est un prêtre, physicien et inventeur français.

## Biographie
« Son père fournissait du pain à Sourdis, chez qui logeait la duchesse de Bouillon, alors reléguée à Orléans. » Ses expérimentations attirent l’attention de Marie-Anne Mancini, duchesse de Bouillon, qui devient sa protectrice et le fait entrer dans son entourage. Cela lui permet de voyager en Italie et en Angleterre. Toujours grâce au soutien de la duchesse, il est ordonné prêtre; en 1675, il est chapelain de l'église Saint-Aignan d'Orléans. Il se passionne, néanmoins, plus pour les sciences que pour les questions religieuses, et particulièrement pour les procédés techniques.
L’une de ses plus importantes contributions est sa proposition d’utiliser un ressort spiral avec un balancier à la place d’un pendule comme organe réglant d’une horloge. Dans les années 1670, il a un différend avec Christiaan Huygens, qui avec Robert Hooke en revendique l’invention. Huygens en est aujourd’hui généralement crédité car il a réussi à perfectionner le système et que la première montre de ce type a été réalisée sous sa direction.
Il s’est aussi intéressé à l’acoustique, en étudiant, à la suite de Samuel Morland et de Laurent Cassegrain, les « trompettes parlantes » (porte-voix), et écrit une dissertation sur la cause de l’écho, couronné en 1718 par l'Académie de Bordeaux. Il a également apporté des améliorations aux lentilles, et imaginé une méthode de collecte de l’eau à l’aide de l’action explosive de la poudre à canon. Il s’est également intéressé au phénomène des marées, et a inventé un instrument appelé un « thalassamètre » pour les enregistrer.
En 1678, il propose une forme primitive de moteur à combustion interne, en utilisant la poudre à canon comme combustible, mais il semble peu probable qu’une telle machine ait jamais été construite par lui. Il est, cependant, la première personne à proposer l’utilisation d’un piston dans un moteur thermique. Huygens a proposé un dispositif similaire de deux ans plus tard, en 1680, basé sur son idée et semble en avoir construit une sorte de prototype.
Bien que considéré comme intelligent, il ne va que rarement au bout de ses inventions, et a tendance à publier prématurément ses idées, puis à les abandonner au profit de nouvelles activités. L’Académie des Sciences, atteste de la valeur et de l’utilité de beaucoup de ses découvertes, mais ne lui a jamais conféré l’honneur de l’élire comme membre. Il est cependant élu membre de la Royal Society en 1687.
Il lègue sa bibliothèque à la ville d'Orléans.

## Source de la traduction
- (en) Cet article est partiellement ou en totalité issu de l’article de Wikipédia en anglais intitulé « Jean de Hautefeuille » (voir la liste des auteurs).

## Sources
- [abbé de Hautefeuille], L'Art de respirer sous l'eau, et le moyen d'entretenir pendant un tems considerable la flamme enfermée dans un petit lieu, sl, 1681 (dédié au marquis de Menars). Numérisé.
- Factum, touchant les pendules de poche, ... que met & baille pardevant vous, nosseigneurs de Parlement, M Jean de Hautefeüille, ... opposant à la verification & enregistrement des lettres de privilege, obtenuës par le deffendeur cy-après nommé, pour la fabrication & debit des horloges, & des montres de nouvelle invention, & deffendeur. Contre maistre Christian Huguens, sieur de Zulichem, de l'Academie royale des sciences, deffendeur à ladite opposition, & demandeur en requeste du 16. may 1675... Numérisé sur gallica.

- [abbé de Hautefeuille], Reflexions sur quelques machines a élever les eaux, avec la description d'une nouvelle pompe...à son Altesse madame la duchesse de Bouillon, Paris, 1682. Numérisé sur gallica.
- Saint-Évremond, Lettres, R. Ternois (éd.), Paris, Marcel Didier, 1967, tome 2, p. 330-343 (onze lettres de Saint-Évremond à l'abbé de Hautefeuille de 1692 à 1701).